# Hans Dörr (Mediziner, 1906)
Hans Alfred Dörr  (* 3. Dezember 1906 in Klattau, Böhmen; † 25. November 1992 in Worms) war ein deutscher Gynäkologe. Er leitete das Stadtkrankenhaus Worms von 1946 bis 1971, war Professor an der Johannes Gutenberg-Universität Mainz und im Widerstand gegen Hitler engagiert.

## Herkunft und Ausbildung
Die Mutter von Hans Dörr war vom Judentum konvertiert und – ebenso wie dann ihr Sohn – römisch-katholisch.
Hans Dörr studierte von 1927 bis 1934 Medizin an den Universitäten Erlangen-Nürnberg, München, Innsbruck und Tübingen und war Mitglied der studentischen Verbindung Saxo-Guestphalia Erlangen (heute Saxo-Suevia Erlangen). In Erlangen legte er 1933 das medizinische Staatsexamen ab. 1934 wurde er an der Universität Erlangen-Nürnberg bei Otto Goetze promoviert. Am 15. Januar 1954 erfolgte die Habilitation an der Universität Mainz.

## Tätigkeit
1933 und 1934 arbeitete er zunächst als Medizinalpraktikant in der Chirurgie am Universitätsklinikum Erlangen und erhielt am 19. November 1934 die Approbation. Er arbeitete nun bis 1940 als Assistenzarzt am Universitätsklinikum Frankfurt. 1936 leistete er den Wehrdienst ab. 1938 trat er der NSDAP bei, die ihn aber 1939 oder 1940 wieder ausschloss, weil er wegen seiner Mutter und aufgrund der Nürnberger Gesetze als „jüdischer Mischling“ eingestuft war. 1939 und 1940 leistete er als Bataillonsarzt wieder Wehrdienst. Eingesetzt war er mit dem Infanterie-Regiment 88 (Fulda) an der Westfront. Auch hier wurde er aus "rassischen Gründen" entlassen.
Am 3. März 1941 legte er die Facharztprüfung in Gynäkologie ab. 1941 bis 1945 arbeitete er, dienstverpflichtet, im Stadtkrankenhaus Worms. Nachdem er schon als Bataillonsarzt versucht hatte, im Regiment Verbündete zur politischen Arbeit gegen Hitler zu finden, schloss er sich 1943 der Widerstandsgruppe um Wilhelm Leuschner und Jakob Steffan in Guntersblum an.
Am 15. Januar 1946 wurde er als medizinischer Direktor des Stadtkrankenhauses Worms eingesetzt. Zugleich leitete er die gynäkologische Abteilung. Diese Aufgaben nahm er für die folgenden 25 Jahre wahr, bis er zum 31. Dezember 1971 ausschied. 1959/1960 war er Präsident der Mittelrheinischen Gesellschaft für Geburtshilfe und Gynäkologie.
1954 bis 1959 war er zunächst Privatdozent,1959 bis 1973 dann außerplanmäßiger Professor an der Universität Mainz. Seine Fachgebiete waren Geburtshilfe und Gynäkologie.

## Ehrungen
Am ehemaligen Standort des Stadtkrankenhauses Worms entstand nach dessen Verlegung 1981 ein Park, der nach Hans Dörr benannt ist. Dort steht auch eine Gedenktafel mit Angaben zu seinem Wirken in Worms. 

## Wissenswert
Sowohl im Stadtarchiv Worms als auch im Universitätsarchiv der Johannes-Gutenberg-Universität Mainz werden Unterlagen zu Hans Dörr verwahrt.

### Werke
- Über den unterschiedlichen Knochenabbau an den Frakturenden bei offener und subcutaner Fraktur im Mäuseexperiment. (Dissertation). Erlangen 1934.
- Schwangerschaft nach Nephrektomie = Diss. Heidelberg. Tritsch, Würzburg 1938.[Anm. 1]

### Sekundärliteratur
- NN: Hans Dörr. In: Verzeichnis der Professorinnen und Professoren der Universität Mainz. Zugriff am 7. März 2019 (Lizenz für die Text- und Forschungsdaten: CC-BY 4.0).

## Weblink
- Hans Dörr im Mainzer Professorenkatalog